# Session Description Protocol
Le Session Description Protocol (SDP) est un protocole de communication de description de paramètres d'initialisation d'une session de diffusion en flux (streaming). L'Internet Engineering Task Force (IETF) a publié une première spécification comme une proposition de standard Internet en avril 1998 et a publié une spécification révisée comme le standard Internet RFC 4566 en juillet 2006.
Le SDP a été créé pour décrire des sessions de communication multimédia, par exemple pour l'annonce de la session, l'invitation à une session et la négociation de paramètres. Le SDP ne livre pas le média lui-même, mais est utilisé par l'émetteur et le destinataire pour la négociation du type et du format du média, et les propriétés associées. L'ensemble des paramètres d'une session est souvent appelé un profil de session. Le SDP a été conçu pour être extensible et soutenir les nouveaux types et formats de médias.
Le SDP a commencé comme une composante du Session Announcement Protocol (SAP), mais a trouvé d'autres utilisations en conjonction avec le Real-time Transport Protocol (RTP), le Real-Time Streaming Protocol (RTSP), le Session Initiation Protocol (SIP) et même comme un format autonome pour décrire des sessions de multidiffusion.

## Description de la session

### ParamètresSDP
Le SDP prend en charge la négociation entre deux entités afin d’établir une session multimedia. Il fonctionne selon un modèle d’offre/réponse : le premier participant propose une description de la session souhaitée au deuxième participant, l’autre répond avec les paramètres qu’il a choisis. Les paramètres SDP se présentent sous forme de lettres alphabétiques (v, o, i, u, e, p, c, b, t, m, a) où chaque lettre définit un paramètre : 
- V : Version du protocole SDP
- O : Origine de la session
- I : Information sur la session
- U : URI (Uniform Ressource Identifier)
- E : E-mail P : Téléphone
- B : Bande passante requise
- T : Timer (début et fin de la session)
- M : Media ( Type, format, protocole de transport)
- A : Attribut (contenant plusieurs informations : Codec, Ptime, fmtp, Silence suppression……

### Exemple
```
    v=0
    o=jdoe 2890844526 2890842807 IN IP4 10.47.16.5
    s=SDP Seminar
    i=A Seminar on the session description protocol
    u=
http://www.example.com/seminars/sdp.pdf

    e=j.doe@example.com (Jane Doe)
    c=IN IP4 224.2.17.12/127
    t=2873397496 2873404696
    a=recvonly
    m=audio 49170 RTP/AVP 0
    m=video 51372 RTP/AVP 99
    a=rtpmap:99 h263-1998/90000
```